# Stazione Neumayer III
La Stazione Neumayer III (anche abbreviata in Neumayer III) è una base antartica permanente tedesca, situata nella Baia di Atka, sulla piattaforma di ghiaccio Ekström, nella regione della Terra della Regina Maud, attualmente parte della rivendicazione antartica norvegese.
Attiva dal 20 febbraio 2009, ha preso il posto della dismessa Stazione Neumeyer II, di cui ha ripreso il nome (dedicato alla memoria del geofisico Georg von Neumayer) ed è operativa tutto l'anno, con una capacità massima di 60 occupanti.

## Ubicazione

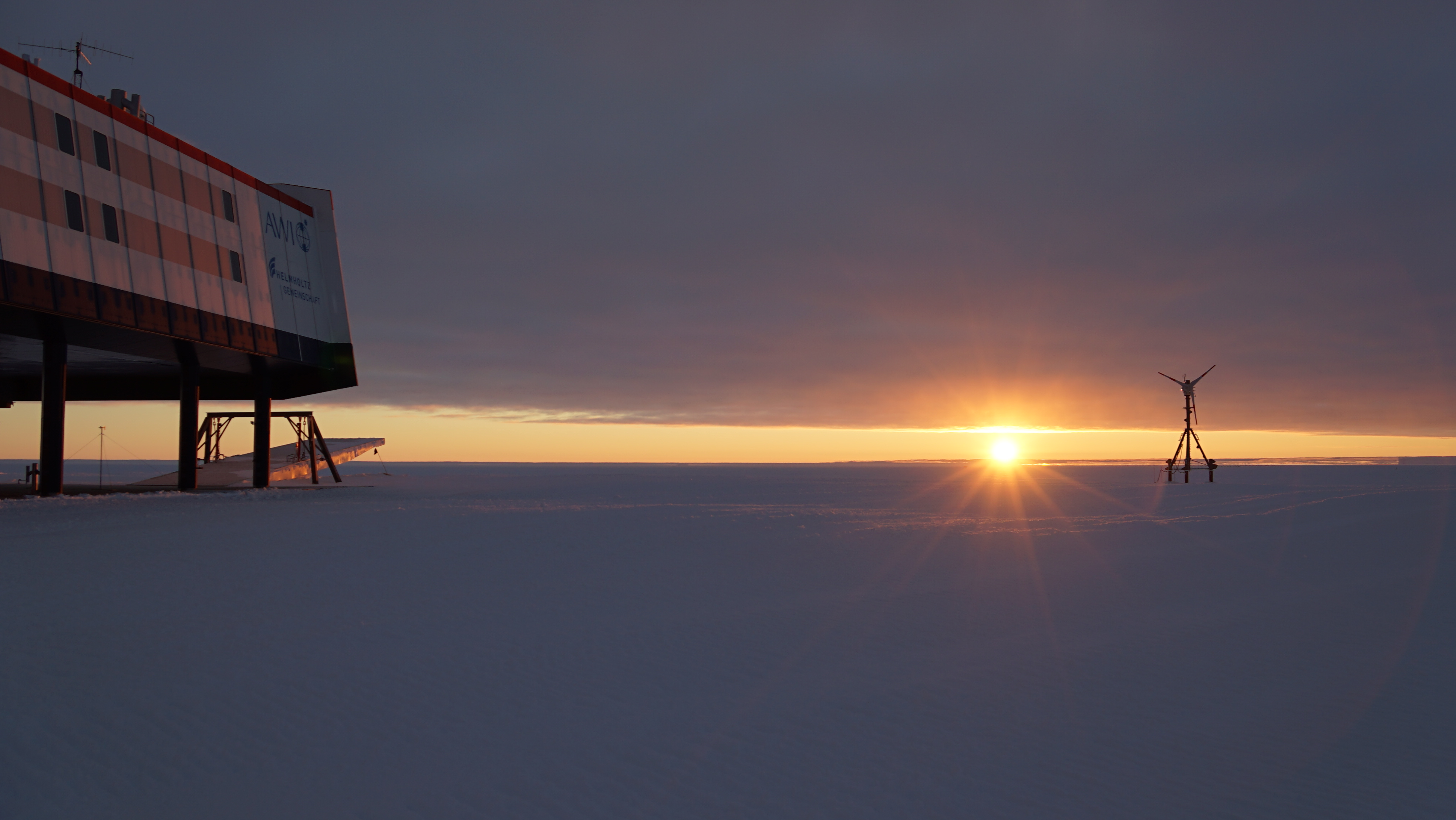
Un tramonto antartico visto dalla stazione.

La stazione è stata costruita sulla banchisa antartica, spessa in media 200 metri in quel punto, a 6 metri di altezza dal suolo su una piattaforma temporanea a due livelli, e poggia su 16 colonne idrauliche. Si sposta di 157 metri all'anno verso il mare aperto a causa del movimento naturale della banchisa.
La temperatura più bassa registrata nella stazione è stata di -50 °C (8 luglio 2010). La stazione dista oltre 2.000 chilometri dal Polo sud geografico. Dal 15 novembre al 27 gennaio il sole non tramonta sulla stazione. Nel periodo compreso tra il 21 maggio e il 22 luglio, il sole non sorge sopra l'orizzonte.

## Storia
Alla 28ª Conferenza Internazionale sull'Antartide, tenutasi a Brema nel luglio 2004, il ministro della scienza tedesco Edelgard Buhlmahn ha annunciato lo stanziamento di 26 milioni di Euro destinati alla costruzuione di una nuova base scientifica antartica tedesca, denominata Neumayer III, in sostituzione della precedente Stazione Neumayer II, che a partire dal 2007 era diventata sempre più deformata dalle intemperie e dai movimenti della banchisa ed era quindi ormai quasi inutilizzabile. La nuova stazione è stata costruita 6 chilometri a sud della precedente Neumayer II e venne progettata con dispositivi di sollevamento idraulici per isolarla dalla superficie antartica ed evitare che sprofondasse nella neve fresca.
I componenti essenziali della futura stazione sono stati assemblati in via sperimentale a Bremerhaven, dopo averne testato il funzionamento, consegnati a destinazione fra la fine del 2007 ed il gennaio 2008. L'assemblaggio è stato completato nel 2009 Il 20 febbraio la stazione fu inaugurata ufficialmente durante una cerimonia a Berlino alla presenza dell'allora ministro della Ricerca Annette Schavan.

## Struttura

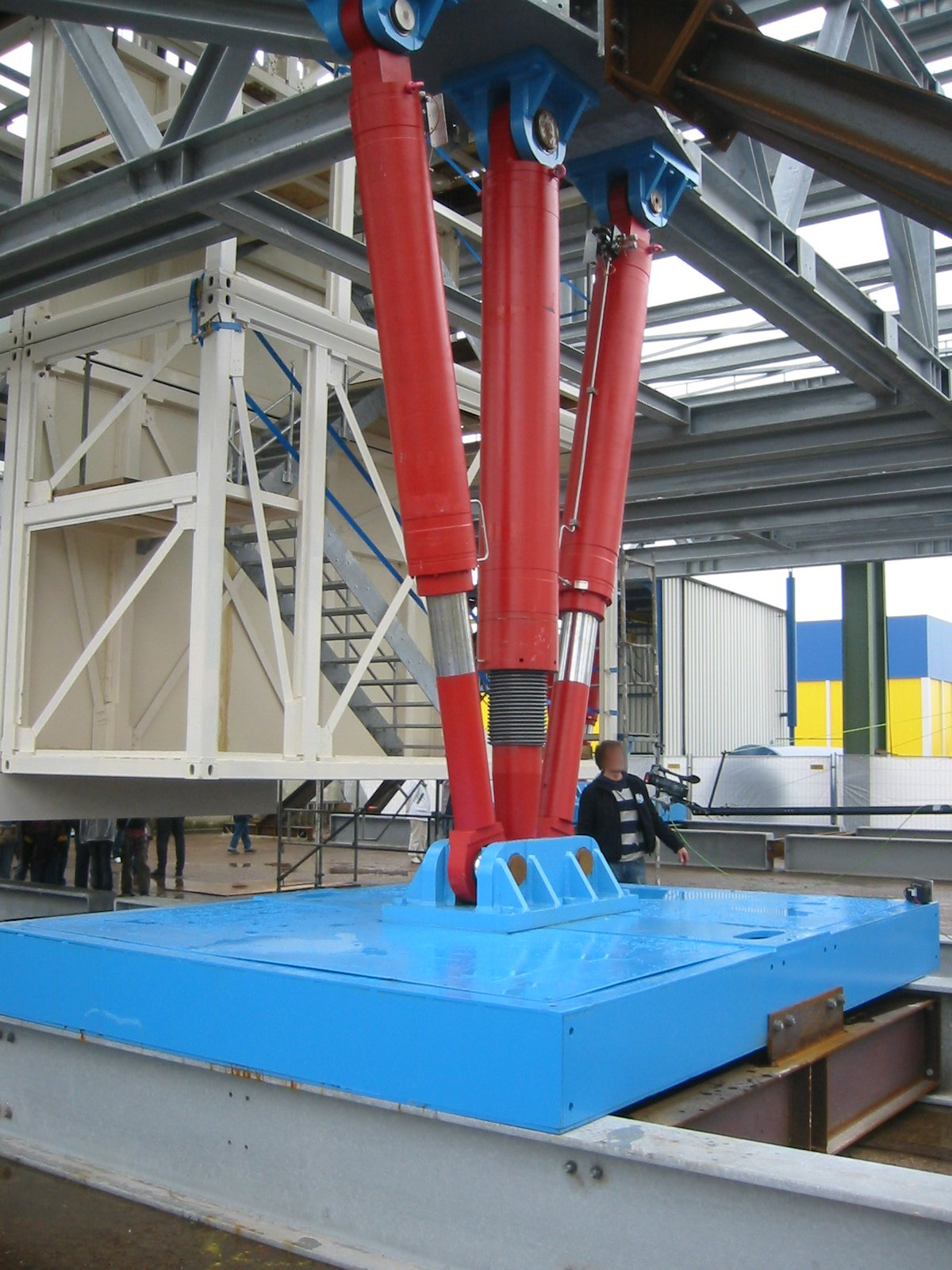
Uno dei piloni idraulici mobili su cui è stata costruita la stazione.

La parte esterna della stazione è costituita da una piattaforma a 6 metri di altezza con due piani, che poggia su 16 trampoli regolabili in altezza. I piloni, ciascuno regolabile individualmente tramite un sistema idraulico, poggiano su piastre d'acciaio che distribuiscono il peso e impediscono loro di sprofondare nel ghiaccio. Per sollevare la struttura, vengono ritirati singolarmente, riempiti di neve e nuovamente estesi. Questo metodo di costruzione impedisce la formazione di cumuli di neve sull'edificio, poiché la neve spinta dal vento sul terreno passa tra i pali che sostengono la struttura. Si è optato per questa soluzione osservando che gli edifici che in Antartide che non sono su piloni mobili di questo tipo vengono regolarmente ricoperti di neve con l'andare del tempo.
Grazie a un processo di sollevamento annuale fino a 200 cm, la piattaforma è in grado di rimanere sopra il livello del suolo anche in presenza di molta neve fresca.
La stazione è operativa tutto l'anno ed è due volte più grande della precedente Neumayer II. Dispone di 210 m² di spazio dedicati unicamente ai laboratori scientifici, distribuiti in dodici stanze. Le 15 camere di alloggio dispongono di 40 posti letto complessivi. Tutti i locali interni della piattaforma sono costituiti da container che, a seconda delle dimensioni della stanza, sono collegati tra loro senza pareti interne adiacenti o con un passaggio e confinano con un corridoio di collegamento al centro. Questa costruzione è circondata da un involucro protettivo in lamiera con un'imbottitura isolante in poliuretano espanso rigido.
Oltre al laboratorio e agli alloggi menzionati, la stazione, strutturata su due piani, include un soggiorno relativamente ampio esposto a sud con molte finestre, una lavanderia, una sauna, una sala server, docce e lavanderie, una sala da pranzo, una Sala riunioni e una sala operatoria, nella quale il medico presente può eseguire in caso di emergenza anche interventi complessi. Alla stazione è inoltre collegata una stazione radioamatoriale. La stazione è inoltre dotata di un impianto per la produzione di energia eolica, in grado di fornire fino a 30 Kilowatt di energia quando in condizioni di operare (spesso interrotte dalle frequenti tempeste antartiche). È inoltre presente un impianto per la creazione di acqua potabile ottenuta direttamente dallo scioglimento della neve antartica..

## Operazioni di ricerca

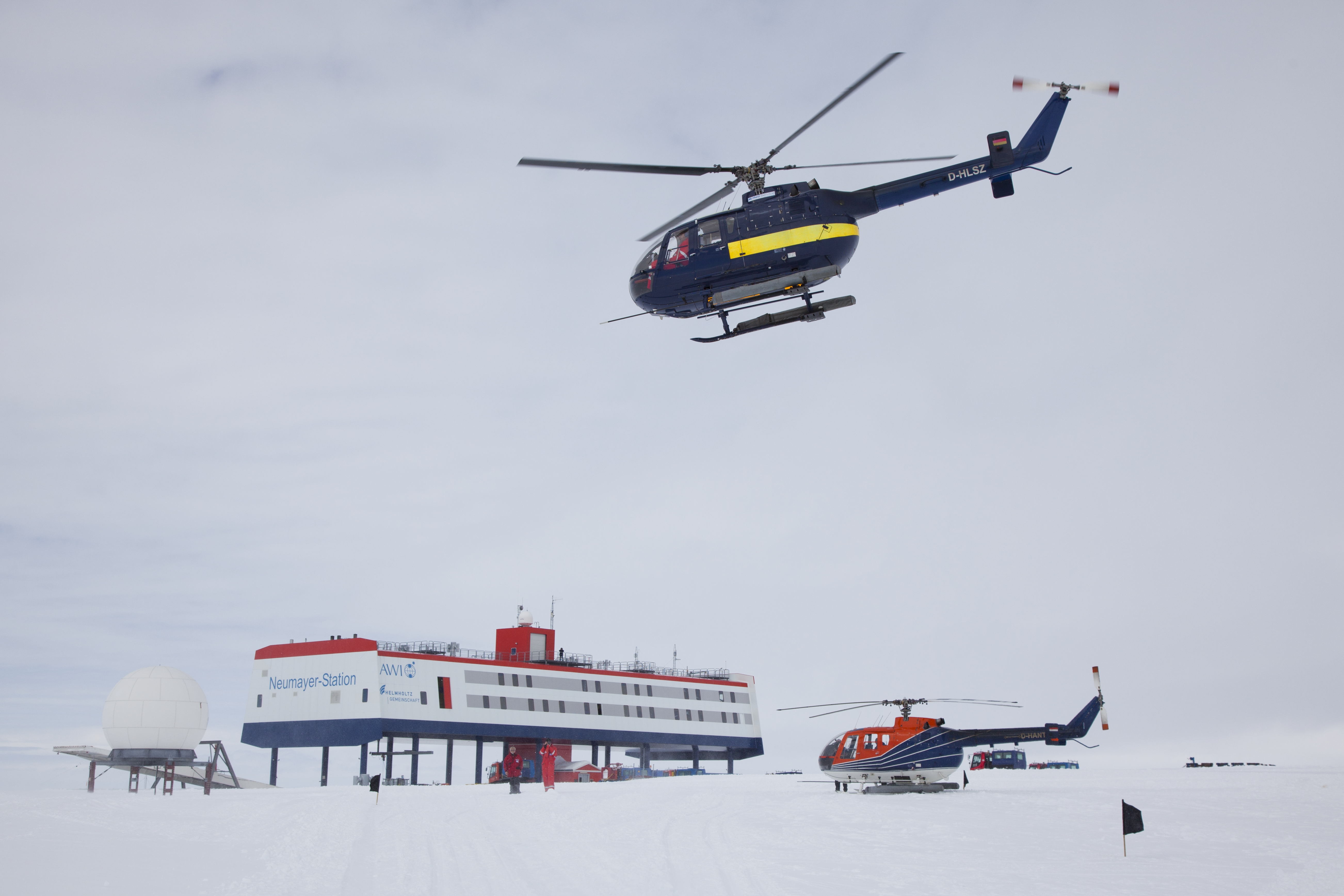
Trasporto di visitatori in elicottero verso la stazione

Come le stazioni precedenti, anche la Neumayer III è dedicata a ricerche meteorologiche, geofisiche, sulla chimica atmosferica e sugli infrasuoni. Vengono inoltre effettuate ricerche sulle colonie di pinguini presenti nelle vicinanze. Dal 2017 la stazione è stata utilizzata anche per la ricerca sulle missioni spaziali: nell'orto artificiale Eden-ISS sono stati coltivati ortaggi cresciuti solo sotto la luce artificiale e con una soluzione nutritiva, in assenza di terra. L'obiettivo originario era quello di sviluppare metodi di coltivazione efficienti per rifornire la Stazione spaziale internazionale ISS.
Per ridurre al minimo gli effetti che le operazioni regolari della stazione principale potrebbero avere sull'accuratezza dei progetti scientifici, sono state installate piccole piattaforme a una distanza compresa tra 900 e 1.500 m dalla stazione principale. Le principali missioni di ricerca di queste stazioni remote riguardano il magnetismo e l'attività sismica della calotta antartica.

## Dati tecnici
- Altezza dell'edificio: 29,2 m (dal pavimento del garage al ponte esterno)
- Dimensioni esterne della piattaforma: 68 m × 24 m
- Profondità sotto la stazione: 8 m
- Massa: circa 2300 t[10]
- Superficie calpestabile: 4.864 m²[10]
- Superficie climatizzata: 2.118 m²[10]
- Equipaggio invernale: 9
- Equipaggio estivo: 50
- Tre generatori diesel tipo SES-HPC 160 D per il funzionamento normale: 3 × 160 kW di potenza elettrica
- Un generatore diesel tipo SES-HPC 160 D per il funzionamento di emergenza: 1 × 160 kW
- Consumo elettrico per luce, pompe, esperimenti scientifici, ecc.: da 70 a 300 kW circa[12]
- Consumo termico da calore di scarto (riscaldamento, acqua calda, scioglimento neve): da 70 a 150 kW circa, potenza termica 178 kW per generatore[12]
- Consumo annuo di diesel polare (riscaldamento, elettricità e veicoli): 315.000 litri